# Качулату (Долж)
Качулату (рум. Căciulatu) насеље је у Румунији у округу Долж у општини Терпезица. Oпштина се налази на надморској висини од 197 m.

## Становништво
Према подацима из 2002. године у насељу је живело 386 становника, од којих су сви румунске националности.